# Janusz Mostowski
Jan Władysław Janusz Mostowski ps. Zawilec (ur. 10 lipca 1891 w Żółtańcach, zm. 12 marca 1975 w Chełmie) – polski rolnik z wykształcenia, posiadacz własnego, rodzinnego gospodarstwa rolnego, działacz społeczny, poseł na Sejm IV kadencji (1935–1938) w II Rzeczypospolitej, członek Rady Związku Powiatów Rzeczypospolitej Polskiej w 1936 roku.

## Życiorys
Ukończył średnią Szkołę Handlową A. Jeżewskiego (w 1912 roku) i Wyższą Szkołę Ogrodniczą przy TKN w Warszawie. Studiował również na SGGW. W latach 1912–1914 kolportował „bibułę” niepodległościową dostarczaną mu z Krakowa przez siostrę Irenę, prowadził zbiórkę pieniędzy na Polski Skarb Wojskowy. W latach 1915–1918 był członkiem POW w powiat chełmski.
W 1920 roku zgłosił się ochotniczo do Wojska Polskiego i walczył w 207. pułku piechoty im. S. Batorego. W pierwszych dniach września tego roku został przydzielony do oddziału II Sekcji Polityczno-Prasowej.
Po przejściu do rezerwy pracował jako inspektor kółek rolniczych. Od 1924 roku prowadził własne gospodarstwo rolne.
Pełnił szereg funkcji społecznych, w latach 30. był m.in.: prezesem zarządu powiatowego Okręgowego TOKR, przewodniczącym Rady Gminnej, członkiem Sejmiku i Wydziału Powiatowego oraz członkiem komisji oświaty pozaszkolnej.
Politycznie był związany z BBWR.
W wyborach parlamentarnych w 1935 roku został wybrany posłem na Sejm IV kadencji (1935–1938) 32 629 głosami z listy BBWR z okręgu nr 36, obejmującego powiaty: chełmski, krasnostawski i hrubieszowski. W kadencji tej pracował w komisjach: budżetowej (1937–1938, był zastępcą członka) i rolnej. W czerwcu 1938 roku został wybrany do specjalnej komisji do spraw aprowizacji.
Do lipca 1944. prowadził własne gospodarstwo rolno-ogrodnicze w Żółtańcach-Kolonii. Był przewodniczącym obwodu chełmskiego OZN.

## Odznaczenia
- Srebrny Krzyż Zasługi (3 marca 1930)[5][3].

## Życie rodzinne
Był synem Władysława i Stanisławy z domu Szreniawa-Kurowskiej. Ożenił się z Marią z Karatnickich, z którą miał dwóch synów: Władysława i Lucjana.